# Pueblo Nuevo (Morelos)
Pueblo Nuevo es una localidad del estado mexicano de Morelos. Es parte del municipio de Tlaltizapán.

## Demografía
| Gráfica de evolución demográfica |
|                                  |

| Censo | Población |
| ----- | --------- |
| 1900  | 251       |
| 1910  | 230       |
| 1921  | 180       |
| 1930  | 193       |
| 1940  | 322       |
| 1950  | 380       |
| 1960  | 529       |
| 1970  | 279       |
| 1980  | 766       |
| 1990  | 1002      |
| 2000  | 1018      |
| 2010  | 1147      |
| 2020  | 1280      |